# Ivo Ulich
Ivo Ulich (Opočno, 5 de setembro de 1974) é um ex-futebolista tcheco que jogava como meio-campista.

## Carreira
Ulich passou a maior parte de sua carreira jogando a liga Gambrinus pelo Slavia Praga. Em 1995, como jogador da FC Hradec Králové, ele ganhou o Prêmio Talento do Ano no Prêmio Tcheco do Futebolista do Ano.
Ulich jogou pelo Slavia Prague, Borussia Mönchengladbach, Vissel Kobe e Dynamo Dresden. Ele se aposentou do futebol em 2008, mas ficou com o Dynamo Dresden como um observador.
Ele atualmente joga futsal pelo Slavia.

## Seleção nacional
Ivo Ulich participou de dois jogos da Copa das Confederações FIFA de 1997 pela seleção da República Tcheca.

## Títulos
República Checa
- Copa das Confederações de 1997: 3º Lugar